# Krzysztof Miara (lekkoatleta)
Krzysztof Miara (ur. 11 czerwca 1994) – polski lekkoatleta specjalizujący się w wielobojach. 
Stawał na podium mistrzostw Polski seniorów zdobywając dwa brązowe medale (2015, 2019). Medalista halowych mistrzostw Polski seniorów ma w dorobku srebrny (Toruń 2017) oraz dwa brązowe medale (Sopot 2014, Spała 2015). 
Zdobywał także medale mistrzostw Polski w kategoriach juniorów młodszych, juniorów oraz młodzieżowców.
Rekordy życiowe: dziesięciobój (stadion) – 7267 pkt. (9 czerwca 2019, Kraków); siedmiobój (hala) – 5316 pkt. (19 lutego 2017, Toruń).